# The Underground Resistance
The Underground Resistance — пятнадцатый студийный альбом норвежской блэк-метал-группы Darkthrone. Выпущен 25 февраля 2013 года на лейбле Peaceville Records.

## Об альбоме
Альбом записывался с весны 2010 года по лето 2012 года в студии Necrohell II.
| Оценки критиков | Оценки критиков |
| Источник        | Оценка          |
| --------------- | --------------- |
| Decibel         | [ 1 ]           |
| Pitchfork       | 7.4/10          |
| PopMatters      | [ 3 ]           |
| Sputnikmusic    | 4.2/5           |

В процессе записи альбома The Underground Resistance группа существенно отошла от элементов краст-панка, которые фигурировали в предыдущих четырёх альбомах. Музыка в альбоме была разножанровая, включающая в себя спид-метал, трэш-метал, блэк-метал, дум-метал и панк.
Альбом получил положительные отзывы, причём рецензенты отметили, что альбом был довольно энергичен, поскольку музыканты продолжали отдавать дань уважения классическим метал-группам.

## Список композиций
| №                   | Название                        | Текст песни         | Музыка              | Длительность |
| ------------------- | ------------------------------- | ------------------- | ------------------- | ------------ |
| 1.                  | «Dead Early»                    | Nocturno Culto      | Nocturno Culto      | 4:49         |
| 2.                  | «Valkyrie»                      | Fenriz              | Fenriz              | 5:14         |
| 3.                  | «Lesser Men»                    | Nocturno Culto      | Nocturno Culto      | 4:55         |
| 4.                  | «The Ones You Left Behind»      | Fenriz              | Fenriz              | 4:16         |
| 5.                  | «Come Warfare, the Entire Doom» | Nocturno Culto      | Nocturno Culto      | 8:37         |
| 6.                  | «Leave No Cross Unturned»       | Fenriz              | Fenriz              | 13:49        |
| Общая длительность: | Общая длительность:             | Общая длительность: | Общая длительность: | 41:40        |

## Участники записи
- Nocturno Culto – вокал, электрогитара, бас-гитара.
- Fenriz – барабаны, вокал, электрогитара на "Valkyrie", бас-гитара на 'The Ones You Left Behind'.